# Raúl Justo Gómez
Raúl Justo Gómez Retuerto (Rosario, Santa Fe, 11 de marzo de 1932-2007) fue un futbolista argentino. Jugaba como delantero y su primer club fue Rosario Central.

## Carrera

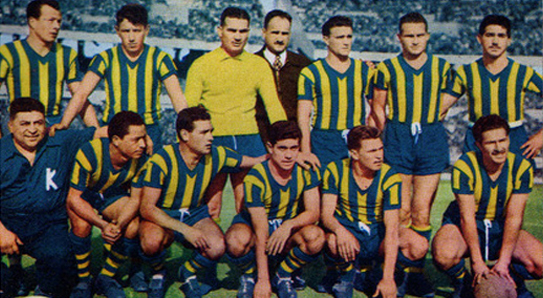
Rosario Central en 1954; parados: Ángel Zof, Miguel La Rosa, Pedro Botazzi, Federico Vairo, Juan Carlos Miranda, José Minni; hincados: Antonio Gauna, Humberto Rosa, Oscar Massei, Raúl Gómez, Juan Portaluppi.

Desempeñándose como puntero por izquierda, Gómez se incorporó a Rosario Central desde sus divisiones juveniles; un hermano suyo, de nombre Mariano Wálter, había sido futbolista del club, jugando un único partido el 30 de marzo de 1941, cuando Central cayó como visitante de Huracán por 3 a 0, teniendo la mala fortuna de sufrir una severa lesión que lo marginó de la actividad futbolística. El debut oficial de Raúl Gómez en el primer equipo canalla se produjo el 26 de abril de 1953, cuando Rosario Central derrotó en el clásico rosarino a Newell's Old Boys en el Parque Independencia por 3-1, con tripleta de Antonio Gauna. Siete días más tarde marcó su primer gol en la victoria centralista 2-1 versus Banfield en Arroyito. Durante ese Campeonato de Primera División 1953, Gómez disputó 16 partidos y marcó 7 goles; llegó a marcar en cuatro jornadas consecutivas (fechas 20 a 23), destacándose su gol en el 4-1 versus River Plate el 4 de octubre. En el torneo siguiente logró similar participación (14 partidos), pero anotó solo dos goles. Comenzó el Campeonato de Primera División 1955 con la Academia (2 partidos y un gol), pero fue transferido a River Plate. En el cuadro millonario no logró hacerse lugar debido a la gran cantidad de futbolistas con los que contaba dicha institución; aun así fue integrante del plantel campeón de Primera División en 1955 y 1956. Jugó luego para Lanús entre 1957 y 1958, para tener más tarde un paso fugaz por el fútbol español, vistiendo la casaca de Celta de Vigo durante 1959. Su carrera se vio interrumpida a temprana edad debido un conflicto con su representante y dueño de su pase, quien le impidió firmar libremente en algún club.Su representante fue Félix Latrónico.

## Clubes
| Club            | País      | Año       |
| --------------- | --------- | --------- |
| Rosario Central | Argentina | 1952-1955 |
| River Plate     | Argentina | 1955-1956 |
| Lanús           | Argentina | 1957-1958 |
| Celta de Vigo   | España    | 1959      |

## Palmarés
| Equipo      | País      | Título           | Año  |
| ----------- | --------- | ---------------- | ---- |
| River Plate | Argentina | Primera División | 1955 |
| River Plate | Argentina | Primera División | 1956 |